# Nome in codice: Alexa 2
Nome in codice: Alexa 2 (CIA II: Target Alexa) è un film del 1993 diretto e interpretato da Lorenzo Lamas. È il sequel di Nome in codice: Alexa (1992, regia di Joseph Merhi).

## Trama
Mark Graver è un agente della CIA incaricato di recuperare un apparecchio, rubato al governo degli Stati Uniti, che controlla un'arma nucleare. Per questo Graver torna a reclutare Alexa. Franz Kluge è l'ex amante di Alexa e il padre della figlia di lei. A differenza della donna, però, Kluge è ancora attivo come terrorista ed è coinvolto nel furto dell'apparecchio. Graver scopre che il mandante è Ralph Straker, un ex agente della CIA che, per denaro, non esiterebbe a scatenare un conflitto mondiale. Graver e Alexa si troveranno imprevedibilmente alleati con Kluge per fermare Straker.